# Liste der Bodendenkmale in Eckartsberga
In der Liste der Bodendenkmale in Eckartsberga sind alle Bodendenkmale der Kleinstadt Eckartsberga und ihrer Ortsteile aufgelistet. Grundlage ist die Veröffentlichung der Landesdenkmalliste mit Stand vom 25. Februar 2016. Die Baudenkmale sind in der Liste der Kulturdenkmale in Eckartsberga aufgeführt.
| Denkmal-ID | Fundart             | Ortsteil       | Bezeichnung                   | Zeitstellung | Lage                                                             | Bemerkungen | Bild |
| ---------- | ------------------- | -------------- | ----------------------------- | ------------ | ---------------------------------------------------------------- | --- | ---- |
| 428300162  | Befestigung > Burg  | Burgholzhausen | Gipfelburg „Lichtenberg“      | Mittelalter  | 0,2 km nördlich vom Ort, auf dem südlichen Rand der Finne (Lage) | Gipfelburg mit mehreren Gräben/Wällen im westlichen Spornbereich                                                                                                  |      |
| 428300164  | Befestigung > Burg  | Eckartsberga   | Spornburg „Eckartsburg“       | Mittelalter  | südlich über dem Ort (Lage)                                      | rechteckige Burganlage mit erhaltenen Gebäuden und östlich anschließender Vorburg                                                                                 |      |
| 428300172  | Befestigung > Burg  | Eckartsberga   | Spornburg „Altenburg“         | Mittelalter  | südlich über dem Ort, Anfahrt über Thomas-Münzer-Straße (Lage)   | im Osten (Vorburg?) Bodenwelle als Abschnittswall NNO-SSW-verlaufend erkennbar – eigentliche Burgfläche erhoben abgesetzt mit bis zu 8 m höher als Vorburgbereich |      |
| 428300170  | Grabmal > Grabhügel | Lißdorf        | Hügelgräberfeld, 10 Grabhügel | Neolithikum  | 1,5 km nordöstlich vom Ort (Lage)                                | langgezogener bewaldeter Höhenrücken mit Grabhügeln |      |
| 428300667  | Grabmal > Grabhügel | Millingsdorf   | Grabhügel                     | Neolithikum  | Buttstädter Berg, westlich vom Ort (Lage)                        | Auf dem Buttstädter Berg zeichnet sich eine grabhügelartige Erhöhung ab.                                                                                          |      |